# 每當變幻時 (電影)

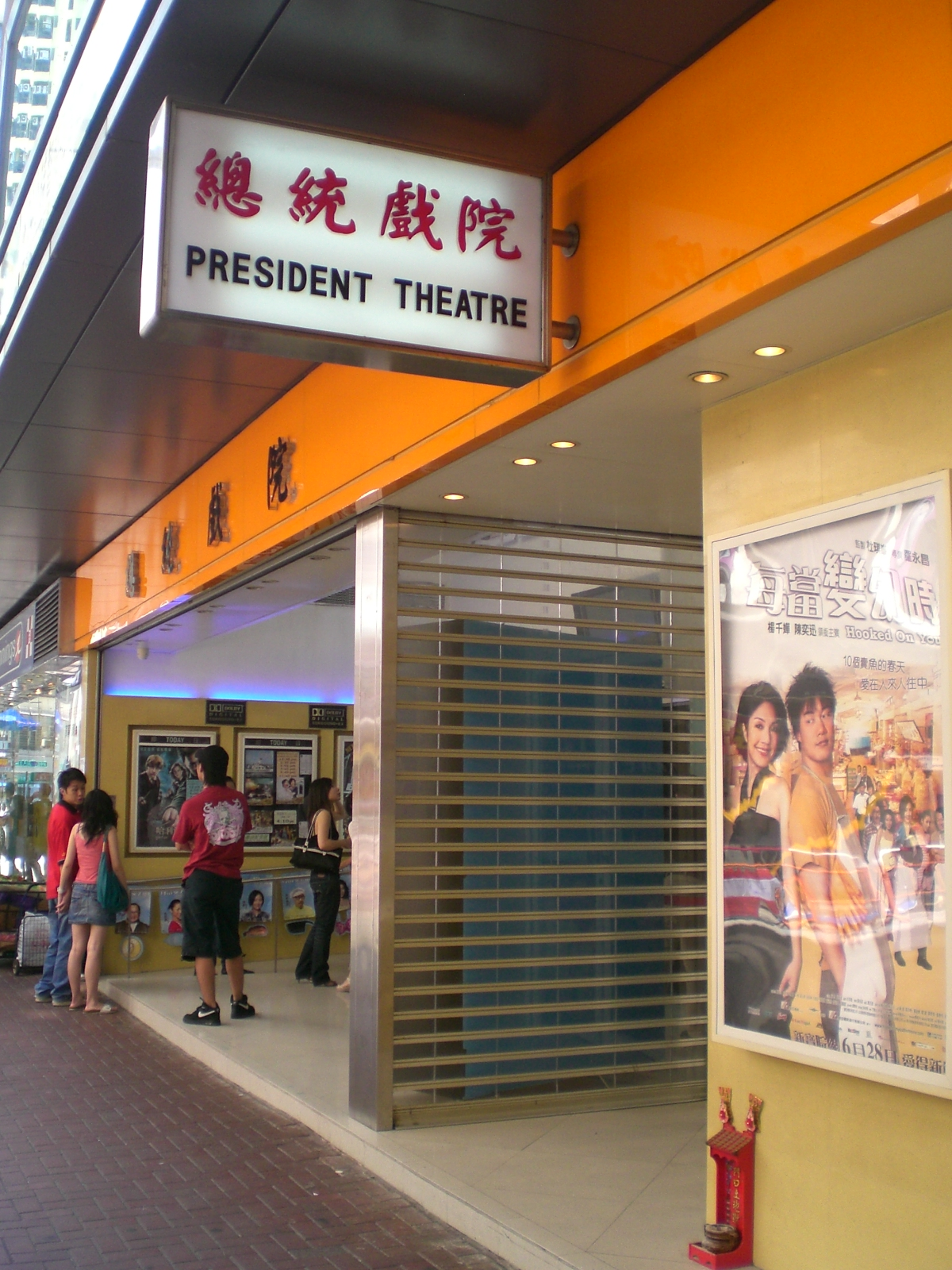
在香港上映首輪的電影：《每當變幻時》

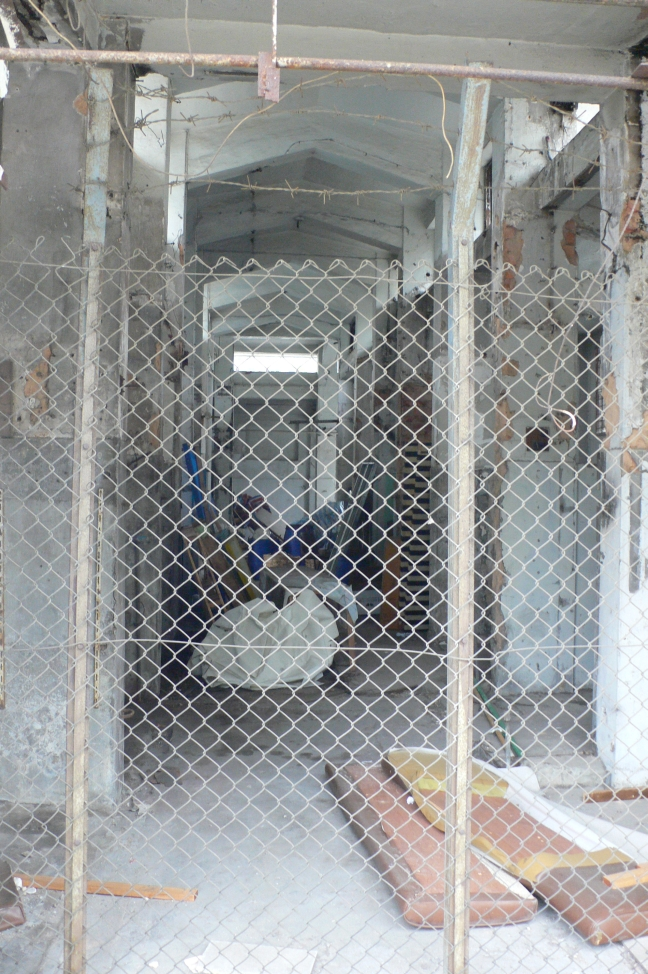
電影完成拍攝後，聯和市場內的景況

《每當變幻時》是一部於2007年上映的香港電影，由楊千嬅和陳奕迅領銜主演，由羅永昌擔任執導。楊千嬅憑電影《每當變幻時》同時獲得《YAHOO!搜尋人氣大獎》「本地女演員」及首度提名《香港電影評論學會大獎》「最佳女演員」最後五強。《每當變幻時》獲得《YAHOO!搜尋人氣大獎》「本地電影」。

## 故事大綱
1997年的夏天，27歲的阿妙 ( 楊千嬅飾 ) 因為欠債纍纍、拈花惹草的賣魚父親 ( 馮淬帆飾 ) 還債，被逼來到富貴墟當魚販打工抵債。見盡街市中人際關係交錯糾纏的她，決心不嫁給街市的男人。她訂下三年計劃，目標是在30歲前幫父親還清欠債，離開街市，找一個值得嫁的人，打破宿命。
同樣是賣魚出身的魚佬 ( 陳奕迅飾 ) 是一個將一生都投資在富貴墟的街市惡霸，面對機靈的阿妙，二人展開生意上的連番惡鬥。隨著超市的出現，街市陷於困境。魚佬為了拯救富貴墟，被逼與勢成水火的阿妙合作。最後，雖然救市失敗，但過程中，魚佬與阿妙都對對方產生了特別的感覺，可是，一直嫌棄街市的阿妙始終跨不過愛上街市男人的心理關口。
1999年冬天，在阿妙三十歲生日前夕，妙父因心臟病離世，阿妙一時失落，在三十歲生日當晚與魚佬發生關係，但她卻克服不了不願嫁給街市男人的心結，為了終止與魚佬的關係，亦因債主在妙父離世後免去她的債務，阿妙決定離開街市。她參加了政府再培訓計劃的化妝課程，希望藉化粧為自己換一個新的臉孔，從此告別過去，並中斷與魚佬聯絡。阿妙在化妝界開始了新生活，世界忽然間變大了，有著一種未知去向、又仿似重生的天空海闊。而政府亦宣佈於2000年關閉富貴墟，魚佬等人抗爭無效。富貴墟結束後，魚佬轉往新界經營魚排。
時光消逝，2006年的秋天，移民外地多年的菜婆帶著患病的雞佬回「家」——屬於他們的富貴墟。也許是一種感情的投射，亦是一種集體的回憶，多年沒有聯絡的魚佬、阿妙與豬肉佬等為了患病雞佬，決定把眾市場商販找回來，重建昔日的富貴墟！過程中錯漏百出，但一直逃避富貴墟、逃避愛情的阿妙，卻終於明白到什麼條件、身份、期限其實都並不重要，她尋找的原來只是一個自己喜歡而且又喜歡自己的人。當阿妙最後決定想向魚佬表白，想和他重新開始時，卻發現魚佬已成家。

## 演員
- 楊千嬅 飾 周奇妙（暱稱：阿妙）
- 陳奕迅 飾 魚佬
- 馮淬帆 飾 妙父
- 黃渤 飾 豬肉佬（粵語配音：黎耀祥）
- 馮紹峰 飾 餅佬（聖安妮店務經理，後來開「小餐廳」）
- 關鍵 飾 雞佬
- 覃恩美 飾 賣菜婆（後成為雞佬老婆）
- 張睿玲 飾 豆腐萍
- 諸葛梓岐 飾 魚佬妻
- 謝魯駟 飾 生果佬
- 何世民 飾
- 黃華和 飾 魚佬（陳奕迅）伙計
- 陳工 飾
- 陳苑淇 飾 鳳姐
- 盧大偉 飾 妥叔，把魚檔給阿妙父親替自己賣魚抵債
- 鄭融 飾 「富貴墟」女客人，經常過問阿妙的感情状況
- 艾威 飾 蔡玉瑜（超市食品部經理）
- 黃又南 飾 阿超（卧底警察）
- 谷祖琳 飾 名店店務員
- 方皓玟 飾 餅佬老婆
- 林家棟 飾 化妝學院導師
- 許紹雄 飾 警察機動部隊高級警員，後升任警司
- 黃浩然 飾 打保齡球型男，阿妙身邊出現過的男人
- 吳嘉龍 飾 用電腦型男，阿妙身邊出現過的男人

## 拍攝場地
電影裡的虛構街市富貴墟，實際於新界粉嶺空置的聯和市場取景，2007年初開始拍攝工作。同年4月，該電影完成拍攝後，當地居民發現電影公司並沒有將場地清理好，垃圾雜物堆積如山。而電影的「富貴墟」的牌匾被留下來，遮蓋了聯和市場的名稱。而懸掛的香港區旗則未被移走。

## 資料來源
- 每當變幻時 Yahoo電影
- 每當變幻時
- 《聯和墟街市古跡變廢墟》，《東方日報》，2007年4月25日

## 主題曲
〈每當變幻時〉
- 作曲：古賀政男（調寄：《莎韻之鐘》）
- 填詞：盧國沾
- 編曲：黃丹儀
- 主唱：楊千嬅（原唱：薰妮）

## 各地電影分級制度
| 電影分級制度 |      |
| 國家／地區   | 級別 |
| 香港         | IIA  |
| 新加坡       | G    |
| 馬來西亞     | U    |

## 獎項
- 第十四屆香港電影評論學會大獎
  - 推薦電影

## 外部連結
- 寰亞電影官方網站 - 每當變幻時 （页面存档备份，存于）（繁體中文）
- 寰亞電影相關網站 - 每當變幻時 （页面存档备份，存于）（繁體中文）
- 開眼電影網上《每當變幻時》的資料（繁體中文）
- 香港影庫上《每當變幻時》的資料（繁體中文）
- 豆瓣电影上《每當變幻時》的資料 （简体中文）
- 时光网上《每當變幻時》的資料（简体中文）
- AllMovie上《每當變幻時》的资料（英文）
- 爛番茄上《每當變幻時》的資料（英文）
- 互联网电影数据库（IMDb）上《每當變幻時》的资料（英文）